# Крик. Ночь перед Рождеством
«Крик. Ночь перед Рождеством» (англ. It's a Wonderful Knife) — рождественский комедийный слешер 2023 года по сценарию Майкла Кеннеди, режиссёра Тайлера Макинтайра. В главных ролях в фильме снялись Джейн Уиддоп, Джоэл Макхейл, Кэтрин Изабель и Джастин Лонг. Несмотря на название в официальной русскоязычной локализации, фильм не имеет никакого отношения к франшизе «Крик».
Фильм представляет собой переосмысление классического рождественского фильма «Эта замечательная жизнь», однако вместо того, чтобы главный герой осознавал свои прежние добрые дела, героиня Уинни узнаёт, сколько смертей она предотвратила в своём городе. Премьера фильма состоялась 10 ноября 2023 года.

## Сюжет
Спустя год после того, как Уинни Карратерс удалось спасти свой идиллический родной городок Энджел Фоллс от серийного убийцы-психопата, её жизнь стала совсем не прекрасной. Поэтому, когда в канун Рождества она жалеет, что появилась на свет, она оказывается в параллельной вселенной, где события развивались совершенно иначе, без её вмешательства. Теперь Уинни вместе с жителями города должна выяснить личность серийного убийцы, который снова убивает, чтобы вернуться в свою реальность.

## В ролях
- Джейн Уиддоп — Уинни Карратерс
- Джоэл Макхейл — Дэвид Карратерс
- Джастин Лонг — Генри Уотерс
- Джесс Маклауд — Берни Саймон
- Эйден Ховард — Джимми Карратерс
- Хана Хаггинс — Кара Эванс
- Кэтрин Изабель — Гейл Прескотт
- Уильям Б. Дэвис — Роджер Эванс
- Шон Депнер — Бак Уотерс

## Производство
Съёмки проходили в Ванкувере с 20 марта по 14 апреля 2023 года.
Мировая премьера фильма состоялась на фестивале Beyond Fest 8 октября 2023 года в Лос-Анджелесе. 10 ноября 2023 года фильм вышел в 923 кинотеатрах США. Фильм начнет транслироваться на сервисе Shudder с 1 декабря 2023 года.

## Критика
Роберт Дэниелс в своей рецензии описывает фильм как кровавый, одухотворённый и фантазийный подростковый слэшер. Хотя сюжет явно скопирован с фильма «Эта замечательная жизнь», сценарист Майкл Кеннеди находит индивидуальный сюжетный поворот и не позволяет фильму быть простым нанизыванием уже знакомых элементов. Режиссёр Тайлер Макинтайр одновременно играет с ожиданиями зрителей и подрывает их, делая упор не на саспенс, а на понятное развитие персонажей. Джастин Лонг становится фантастическим злодеем, в то время как главная героиня в исполнении Джейн Уиддоп несколько недоразвита, а пугающие моменты не так эффективны. Концовка также не совсем удачна и перерастает в странную историю любви, но вполне приемлема.
Элисон Форман в рецензии для IndieWire, напротив, разочарована: для неё фильм — лишь очередная часть в череде неоднозначных комедий ужасов, таких как «Черное Рождество» или «Дичь», которые придерживаются одного и того же подхода. Квир-слэшер упускает множество возможностей и не запомнится надолго как посредственное переосмысление рождественской классики 1946 года. Сюжет запутался, темп повествования неуклюж, а смертей не хватает. Даже удручающе ошибочный подсюжет о самоубийстве, который должен был привнести в фильм моральный подтекст, представлен настолько плохо, что его можно забыть.